# Patryk Rajkowski
Patryk Rajkowski (* 22. Februar 1996 in Kórnik) ist ein polnischer Radsportler, der Rennen in den Kurzzeitdisziplinen auf der Bahn bestreitet.

## Sportlicher Werdegang
2014 konnte Patryk Rajkowski mehrere internationale Erfolge erringen. Bei den Junioren-Weltmeisterschaften gewann er jeweils Bronze in Keirin und im Teamsprint (mit Marcin Czyszczewski und Michal Lewandowski). Bei den Junioren-Europameisterschaften holte er den Titel im Keirin und wurde Vize-Europameister im Teamsprint. In der Kategorie U23 belegte er im Sprint wie auch im Teamsprint mit Mateusz Lipa und Mateusz Rudyk Platz drei. Beim Lauf des Weltcups 2018/19 in Hongkong wurde er mit Mateusz Miłek und Maciej Bielecki Dritter im Teamsprint, in der Saison darauf beim Lauf in Cambridge mit Rudyk und Bielecki Platz zwei.
2021 startete Rajkowski bei den Olympischen Spielen in Tokio in Sprint (16.), Keirin (=27.) und Teamsprint (8.). 2023 wurde er Vize-Europameister im Keirin.

## Erfolge
2014
- Junioren-Weltmeisterschaft – Keirin, Teamsprint (mit Marcin Czyszczewski und Michal Lewandowski)
- Junioren-Europameister – Keirin
- Junioren-Europameisterschaft – Teamsprint (mit Marcin Czyszczewski und Michal Lewandowski)
- U23-Europameisterschaft – Teamsprint (mit Mateusz Lipa und Mateusz Rudyk)
- U23-Europameisterschaft – Sprint

2015
- U23-Europameisterschaft – Teamsprint (mit Mateusz Lipa und Mateusz Rudyk)
- Polnischer U23-Meister – Sprint, 1000-Meter-Zeitfahren

2017
- U23-Europameisterschaft – Teamsprint (mit Michal Lewandowski und Mateusz Miłek)

2021
- Europameisterschaft – 1000-Meter-Zeitfahren, Teamsprint (mit Maciej Bielecki, Mateusz Rudyk und Daniel Rochna)
- Polnischer Meister – 1000-Meter-Zeitfahren

2022
- Polnischer Meister – 1000-Meter-Zeitfahren

2023
- Polnischer Meister – 1000-Meter-Zeitfahren
- Europameisterschaft – Keirin